# Капитан и Энн Барбара
«Капитан и Энн Барбара» (дат. Kaptajnen og Ann Barbara) — исторический роман датской писательницы Иды Йессен, опубликованный в 2020 году. По его мотивам снят художественный фильм «Меч короля» (2023).

## Сюжет
Действие романа происходит в Дании в 1754 году. Король Фредерик V решает освоить обширные пустоши на полуострове Ютландия, чтобы принести на эти земли цивилизацию и увеличить налоговые поступления в казну. Исполнителем этого замысла становится искатель приключений Людвиг фон Кален. Ему предстоит столкнуться с разбойниками и с силами природы, встретить свою любовь — Энн Барбару.

## Восприятие
Книга стала бестселлером и была высоко оценена критиками. Один из рецензентов оценивает её как «великолепный роман, написанный с проницательностью и сопереживанием». Он говорит о «лаконичном и точном языке Иды Йессен с использованием старинных слов», который «прекрасно гармонирует с изображением эпохи».
Датский режиссёр Николай Арсель снял по мотивам романа художественный фильм «Меч короля» с Мадсом Миккельсеном в главной роли.